# Kung Karls församling
Kung Karls församling var en församling i Västerås stift och i Kungsörs kommun i Västmanlands län. Församlingen uppgick 2006 i Kungsörs församling.

## Administrativ historik
Församlingen bildades 9 september 1700 genom en utbrytning ur Torpa församling och var därefter till 1962 i pastorat med Torpa, som annexförsamling till 10 november 1700, därefter som moderförsamling. Från 1962 till 2006 moderförsamling i pastoratet Kung Karl, Torpa, Björskog och Kungs-Barkarö. Församlingen uppgick 2006 i Kungsörs församling.
Den 1 januari 1952 överfördes Kung Karls församling från Västerrekarne kontrakt i Strängnäs stift till Västerås stift. Den 1 april 1952 bestämdes det att församlingen skulle tillhöra Arboga kontrakt.
Före 1971 var församlingen delad av kommungräns och därför hade den två församlingskoder, 190102 för delen i Kung Karls landskommun och 196000 (från 1967 196001) för delen i Kungsörs köping.

## Organister
| Verksam | Namn | Levnadstid | Övrigt  |
| ------- | ---- | ---------- | ------- |
| 1964    | –    | –          | Vakant. |

## Kyrkor
- Kung Karls kyrka